# 취향존중 리얼라이프 - 취존생활
《취향존중 리얼라이프 - 취존생활》은 대한민국의 JTBC에서 2019년 5월 21일부터 2019년 8월 6일까지 방송되었던 예능 프로그램이다.

## 기획 의도
연예인들의 "직장인 취미 모임"에 가입해 동호회 회원들과 우정을 쌓는 과정 을 다룬 프로그램이다.

## 방송 시간
| 방송 채널 | 방송 기간                        | 방송 시간           | 비고   |
| --------- | -------------------------------- | ------------------- | ------ |
| JTBC      | 2019년 5월 21일 ~ 2019년 8월 6일 | 매주 화요일 밤 11시 | 본방송 |

## 출연진
- 정형돈 - MC
- 권은비 - MC
- 장성규 - MC
- 안정환 - MC
- 채정안
- 이시영
- 조재윤
- 이연복

## 에피소드 목록
| 방송 회차 | 방송 일자 | 출연진                 | 비고 |
| --------- | --------- | ---------------------- | ---- |
| 1         | 5월 21일  | 이시영, 이연복, 조재윤 |      |
| 2         | 5월 28일  | 채정안, 이시영, 이연복 |      |
| 3         | 6월 4일   | 채정안, 이시영, 조재윤 |      |
| 4         | 6월 11일  | 이연복, 이시영, 채정안 |      |
| 5         | 6월 18일  | 이시영, 조재윤, 채정안 |      |
| 6         | 6월 25일  | 채정안, 이연복, 이시영 |      |
| 7         | 7월 2일   | 이연복, 이시영, 채정안 |      |
| 8         | 7월 9일   | 채정안, 조재윤, 이시영 |      |
| 9         | 7월 16일  | 이시영, 이연복, 채정안 |      |
| 10        | 7월 23일  | 이시영, 조재윤, 이연복 |      |
| 11        | 7월 30일  |                        |      |
| 12        | 8월 6일   |                        |      |

## 제작진
- PD : 성희성, 이진하, 조두연, 김동원, 이응명, 김미진, 이규복, 이도화, 김소라, 이슬기, 이민경, 성혜연, 엄기현, 박태훈, 이희진, 오장미
- 작가 : 권지연, 김미애, 김민정, 조윤선, 김민경, 신나영, 박이레, 노경원, 이혜원

## 시청률
최저 시청률과 최고 시청률은 시청률 조사회사와 지역별로 시청률에 차이가 있을 수 있습니다.